# TDD (télécommunications)
Cet article concerne télécommunication. Pour les autres significations, voir TDD.
Le duplex par séparation temporelle (en anglais, time-division duplex, TDD) est une technique permettant à un canal de télécommunication utilisant une même ressource de transmission (un canal radio par exemple), de multiplexer dans le temps l'émission et la réception. Cette technique présente un avantage certain dans le cas où les débits d'émission et de réception sont variables et asymétriques. Lorsque le débit d'émission augmente ou diminue, davantage ou moins de bande passante peut être allouée. Un autre avantage de cette technique concerne les terminaux mobiles se déplaçant à très faible vitesse ou en position fixe. Dans ce cas, la technique de « beamforming » est très efficace avec un système TDD car il est plus facile pour l'émetteur d'estimer l'état du canal (commun au deux sens de transmission) et donc d’optimiser les paramètres d'émission.